# Medicinskt ansvarig sjuksköterska
Medicinskt ansvarig sjuksköterska (MAS) är en befattningshavare inom den kommunala hälso- och sjukvården, som ansvarar för att den hälso- och sjukvård som bedrivs i kommunen är av god kvalitet.
MAS har inget primärt ansvar för den individuellt inriktade vården av enskild patient men kan ingripa i enskilda fall och bestämma över vård och behandling. MAS är en viktig resurs i planeringen av kommunens hälso- och sjukvård, framtagning av kommunens hälso- och sjukvårdspolicy, användningen av kommunens hälso- och sjukvårdsresurser och kompetens, upphandling av hälso- och sjukvårdsresurser, personalplanering och rekrytering av hälso- och sjukvårdspersonal, planering av introduktion och kompetensutveckling av personalen.
Hälso- och sjukvårdslagen ställer krav på att det ska finnas medicinskt ansvariga sjuksköterskor i kommunerna.